# 亞疙瘩角殼灰介
亞疙瘩角殼灰介（学名：Cornucoquimba subgibba）为半花介科角殼灰介屬下的一个种。